# Maciej Bąbel
Maciej Bąbel (Ostrowiec Świętokrzyski, Polonia, 12 de febrero de 1998) es un futbolista polaco que juega de portero en el Sokół Ostróda de la III Liga. 

## Carrera
Maciej Bąbel jugó en las categorías inferiores del KSZO Ostrowiec Świętokrzyski de la III Liga antes de ser transferido a las categorías inferiores del Legia de Varsovia en 2013. Tras dos años en la cantera del club polaco, la salida de Jakub Szumski cedido al Zagłębie Sosnowiec le posibilitó ser ascendido al primer equipo como cuarto portero en verano del año 2016. Descendido nuevamente a las reservas del Legia, el 3 de agosto de 2017 se marcha en condición de agente libre al Sokół Ostróda de la III Liga.